# Mrówieńczyk
Mrówieńczyk, mrówiaczek perlisty (Rhopias gularis) – gatunek małego ptaka z rodziny chronkowatych (Thamnophilidae), wyodrębniony niedawno z rodzaju Myrmotherula. Zasiedla centralną część wschodniej części Ameryki Południowej. Nie wyróżnia się podgatunków.
Długość ciała wynosi 8,5–9,5 cm, masa ciała 10–12 g. Charakterystyczne dla tego gatunku jest czarno-białe plamkowanie gardła, ma także czarne oczy i szare policzki. Wierzch ciała brązowy, na skrzydle czarne, białawo obwiedzione lusterko. Tak jak inne mrówiaczki, jego ciało jest prawie okrągłe, a ogon krótki.
Środowiskiem życia tego gatunku są podszycia wiecznie zielonych lasów w południowo-wschodniej Brazylii.
Międzynarodowa Unia Ochrony Przyrody (IUCN) uznaje mrówieńczyka za gatunek najmniejszej troski (LC – least concern) nieprzerwanie od 1988 roku. Liczebność populacji nie została oszacowana, ale ptak ten opisywany jest jako rzadki. Trend liczebności populacji uznawany jest za spadkowy w związku z postępującym niszczeniem siedlisk tego ptaka.